# Luguelín Santos
Luguelín Santos (født 12. november 1992 i Bayaguana) er en dominikansk løber som blev juniorverdensmester på 400 meter i 2012, og vandt sølv ved sommer-OL 2012. 